# إديث كولمان
إديث كولمان (بالإنجليزية: Edith Coleman)‏ هي عالمة نبات وعالمة طيور أسترالية، ولدت في 1874 في ووكينغ في المملكة المتحدة، وتوفيت في 1951.